# Ireneusz Bartniak
Ireneusz Kazimierz Bartniak (ur. 1 stycznia 1961 w Łęczycy) – generał dywizji Wojska Polskiego.

## Życiorys
W 1985 ukończył Wyższą Szkołę Oficerską Wojsk Rakietowych i Artylerii im. gen. Józefa Bema w Toruniu. Po jej ukończeniu skierowany został do 12 Dywizji Zmechanizowanej i rozpoczął służbę zawodową w 2 pułku artylerii w Szczecinie. Pełnił w nim obowiązki na stanowisku dowódcy plutonu, a następnie dowódcy baterii. W kolejnych latach służył w 22 dywizjonie artylerii na stanowiskach oficera operacyjnego i dowódcy baterii startowej. Ukończył Wyższy Kurs Dowódczo-Operacyjny i w 41 pułku zmechanizowanym został dowódcą dywizjonu artylerii. W 1992 skierowany został na studia w Akademii Obrony Narodowej w Warszawie, a po jej ukończeniu w 1994 powraca do Szczecina i pełni obowiązki dowódcy dywizjonu artylerii rakietowej w 2 pułku artylerii. Od 1995 rozpoczął służbę jako oficer operacyjny w 25 Dywizji Kawalerii Powietrznej w Łodzi. W kolejnych latach służył w 2 Pułku Kawalerii Powietrznej, a następnie w utworzonym, w jego miejsce 7 Pułku Kawalerii Powietrznej, zajmując kolejno stanowiska zastępcy dowódcy – szefa sztabu pułku i dowódcy pułku. Po przeformowaniu w 1999 25 Dywizji Kawalerii Powietrznej w 25 Brygadę Kawalerii Powietrznej rozpoczął kilkuletni okres służby w tej jednostce. Był szefem szkolenia brygady, szefem sztabu, zastępcą dowódcy brygady.
15 sierpnia 2005 Prezydent RP Aleksander Kwaśniewski mianował go na stopień generała brygady, a w dniu następnym objął dowodzenie 25 Brygadą Kawalerii Powietrznej w Tomaszowie Mazowieckim. W okresie od 12 grudnia 2003 do 24 czerwca 2004 służył w składzie Polskiego Kontyngentu Wojskowego w Iraku na stanowisku dowódcy Samodzielnej Grupy Powietrzno-Szturmowej, a od 3 lipca 2007 do 17 stycznia 2008 zastępcy dowódcy Wielonarodowej Dywizji Centrum Południe (IX zmiana).
17 listopada 2011 przejął od generała dywizji Marka Tomaszyckiego dowództwo 12 Szczecińskiej Dywizji Zmechanizowanej im. Bolesława Krzywoustego w Szczecinie. 1 sierpnia 2012 Prezydent RP Bronisław Komorowski mianował go na stopień generała dywizji. Z dniem 26 sierpnia 2013 Minister Obrony Narodowej zwolnił go z dotychczas zajmowanego stanowiska i wyznaczył na stanowisko szefa Zespołu do Spraw Utworzenia Sztabu Dowództwa Generalnego Rodzajów Sił Zbrojnych-zastępcy dowódcy Grupy Organizacyjnej. W 2016 zakończył zawodową służbę wojskową.

## Ordery i odznaczenia
- Krzyż Komandorski Orderu Krzyża Wojskowego – 30 kwietnia 2008 roku „za wybitne zasługi w działaniach prowadzonych podczas operacji wojskowych, za umiejętne i skuteczne dowodzenie jednostką wojskową”[6]
- Złoty Krzyż Zasługi – 28 lipca 2006 roku „za wzorowe, wyjątkowo sumienne wykonywanie obowiązków wynikających z pracy zawodowej”[7]
- Srebrny Krzyż Zasługi
- Brązowy Krzyż Zasługi
- Gwiazda Iraku
- Złoty Medal „Za zasługi dla obronności kraju”
- Złoty Medal „Siły Zbrojne w Służbie Ojczyzny”
- Srebrny Medal „Za zasługi dla obronności kraju”
- Srebrny Medal „Siły Zbrojne w Służbie Ojczyzny”
- Brązowy Medal „Za zasługi dla obronności kraju”
- Brązowy Medal „Siły Zbrojne w Służbie Ojczyzny”
- Medal Pamiątkowy Wielonarodowej Dywizji Centrum-Południe w Iraku